# M 41 (звёздное скопление)
Скопле́ние Ма́лый У́лей (также известно как М 41, Мессье 41 и NGC 2287) — рассеянное звёздное скопление в созвездии Большого Пса.

## История открытия
Скопление было открыто Джованни Годиерной до 1654 года. Возможно, было известно Аристотелю около 325 до н. э.

## Характеристики
M 41 находится к югу от Сириуса (около 4 градусов) и содержит около 100 звёзд. Среди них есть несколько красных гигантов, ярчайший из которых относится к спектральному классу К3 и расположен около центра скопления с видимой звездной величиной 6,3. Скопление удаляется от нас со скоростью около 34 км/с. Предполагаемый возраст скопления лежит между 190 и 240 миллионами лет.

## Наблюдения

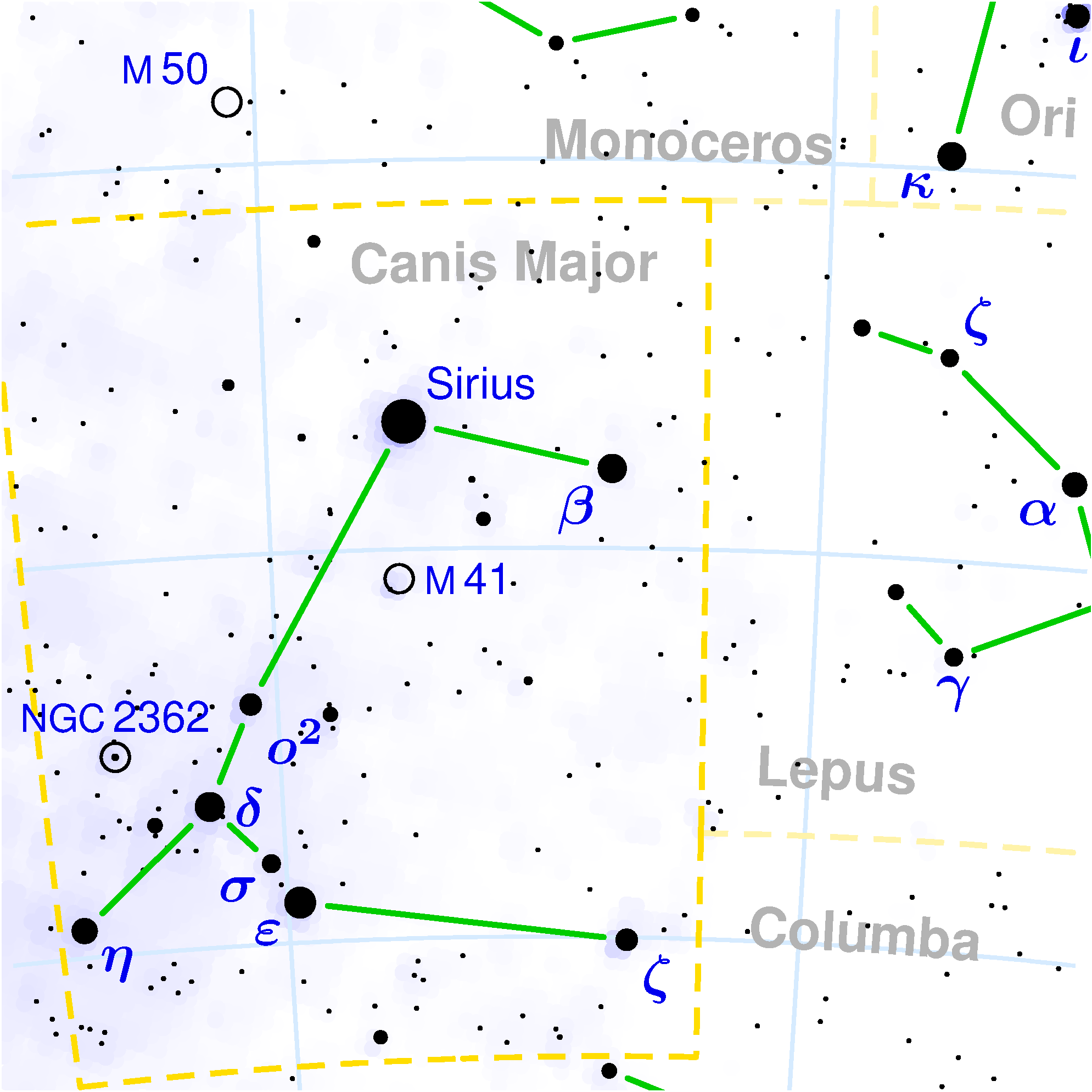
Рассеянное скопление M 41 находится в Созвездии Большого Пса

M 41 не часто наблюдают любители астрономии северного полушария. Оно поднимается невысоко над горизонтом и появляется на северном небе в самое холодное время года. «Малым Ульем» его назвали из-за похожести на M 44, которое называют Ясли или (реже) Улей.
M 41 находится в примерно 4 градусах южнее Сириуса. На хорошем небе скопление видно в виде округлого туманного облачка невооруженным глазом. В бинокль или искатель телескопа M 41 распадается примерно на десяток звёзд. Лучше всего скопление наблюдать при малых увеличениях, так как при больших увеличениях оно выходит за рамки поля зрения. Бинокль 10×50 и искатели телескопа показывают большое слабое пятно света с несколькими видимыми звездами, в то время как более крупный бинокль разрешает некоторые ярчайшие звезды в скоплении. 100-мм телескопы разрешают около 50 звезд, в то время как телескопы от 130-мм покажут сотни звезд. Лучшее время года для наблюдения за M41 - вся зима. Не рекомендуется использовать для наблюдения телескопы более 200-мм.

### Соседи по небу из каталога Мессье
- M 93 — (на восток, в Корме) не очень яркое рассеянное скопление;
- M 46 — (на северо-восток, также в Корме) интересное скопление с планетарной туманностью;
- M 47 — (на северо-восток, около M 46) красивое рассеянное скопление из довольно ярких звёзд с кратной звездой в центре;
- M 50 — (к северу, в Единороге) не такое яркое, но компактное и заслуживающее внимания скопление;
- M 79 — (на запад, в Зайце) не яркое редко наблюдаемое шаровое скопление

### Последовательность наблюдения в «Марафоне Мессье»
…M 37 → M 35 → M 41 → M 50 → M 93…